# Winesburg
Winesburg est une communauté non constituée en municipalité dans le sud-ouest du civil township de Paint, dans le comté de Holmes en Ohio (États-Unis). La ville se situe sur la crête d'une colline dans le pays Amish, avec un centre-ville contenant plusieurs magasins d'antiquaires. Il se trouve le long de la Route 62.
La ville a été fondée en 1829 et initialement nommée Weinsberg, d'après la ville de Weinsberg en Allemagne. L'orthographe a été modifiée en Winesburg par les services postaux en 1833 lorsqu'un bureau de poste a été ouvert.
Malgré son nom similaire, cette ville n'est pas le lieu où se déroule le roman Winesburg-en-Ohio de Sherwood Anderson, une collection de courtes nouvelles de fiction sur les histoires des citoyens d'une petite ville au début du XXe siècle. (Clyde est la ville où Sherwood Anderson a grandi et qui lui a servi de base pour Winesburg-en-Ohio).